# Calophyllum waliense
Espèce
Statut de conservation UICN

 EN B1+2abcde : En danger
Calophyllum waliense est une espèce de plantes à fleurs de la famille des Clusiaceae, selon la classification classique, des Calophyllaceae, selon la classification phylogénétique.

## Publication originale
- Journal of the Arnold Arboretum 61: 589. 1980.